# Isacco di Alessandria (calcedoniano)
Isacco di Alessandria (fl. X secolo) è stato patriarca greco-ortodosso di Alessandria dal 941 al 954.
Era riluttante ad accettare la sua elezione al soglio patriarcale, ma cedette alle richieste dei vescovi alessandrini dopo essersi però rifugiato sul Monte Eyup. Oltre a queste poche informazioni, nulla si conosce del suo patriarcato.